# Petit Chicago
 (octobre 2017).
Si vous disposez d'ouvrages ou d'articles de référence ou si vous connaissez des sites web de qualité traitant du thème abordé ici, merci de compléter l'article en donnant les références utiles à sa vérifiabilité et en les liant à la section « Notes et références ».
Pour les articles homonymes, voir Chicago (homonymie).
« Petit Chicago » ou simplement « Chicago » fut après la Seconde Guerre mondiale le surnom d'un quartier mal famé de la ville de Toulon, dans le Var. Situé au bas de la vieille ville, juste à la sortie de la porte principale de l’arsenal, ce surnom contribua largement à asseoir la mauvaise réputation de la ville dans les années 1950, lui donnant ainsi une image peu appréciable qui perdurera très longtemps. C'était le lieu privilégié des sorties nocturnes des permissionnaires.
Le quartier était tenu par le crime organisé dont les figures emblématiques étaient Jean-Louis Fargette — un truand assassiné en 1993 — et Maurice Arreckx. Ce dernier a été maire de Toulon de 1959 à 1985, puis président du conseil général du Var de 1985 à 1994 et sénateur de 1986 à 1995.

## Pourquoi Chicago?
Il est fort probable que l'appellation ne vienne pas des Toulonnais eux-mêmes mais de marins venus d'ailleurs qui lui ont attribué cette appellation peu flatteuse.
En effet, Chicago dans l'Illinois, troisième ville des États-Unis avec 3 000 000 d'habitants, était dans les années 1920 et 1930 le symbole du grand banditisme durant l'époque de la prohibition, avec ses trafics d'alcool, ses mitraillages à la Thompson à chargeur camembert et ses politiciens corrompus. Al Capone, figure emblématique de la mafia de Chicago, ainsi que Frank Nitti, John Dillinger et d'autres, ont contribué à donner à Chicago sa triste réputation de ville sans foi ni loi.
Sachant qu'aux États-Unis, la prohibition finit en 1933 et qu'Al Capone meurt en 1947 dans sa villa de Floride, cette attribution parait déjà bien obsolète en 1950. Au fil des années, le quartier perdit peu à peu sa mauvaise réputation et dès la fin des années 1960, il restait le lieu préféré des marins basés dans la région et un lieu de sorties et de loisirs. Vers 1975, les premiers touristes étaient promenés par les guides locaux dans les rues du quartier.

## Prostitution

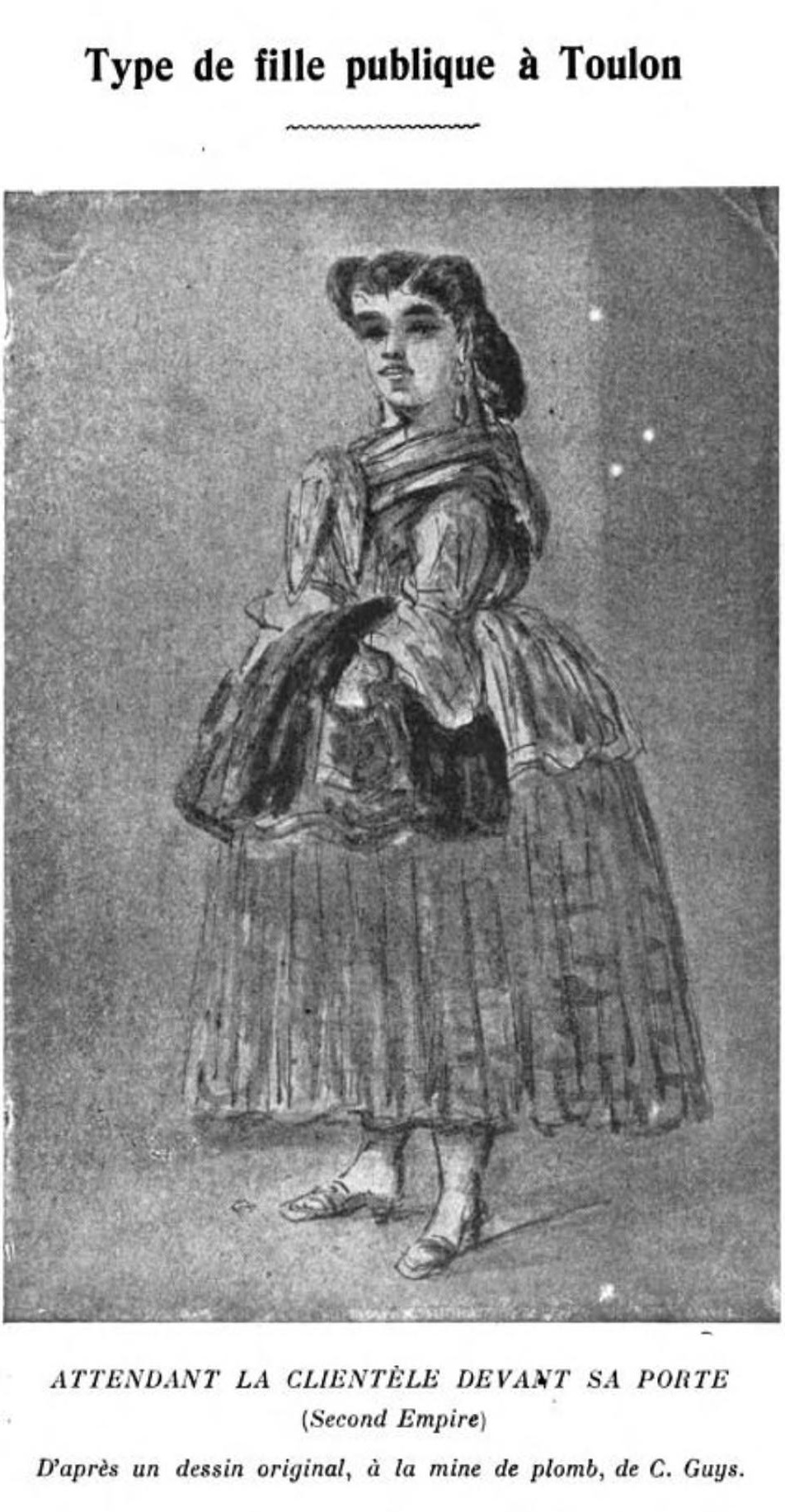
Dessin de Constantin Guys

La prostitution y était très présente et plus particulièrement dans la rue Pierre Sémard alias la « rue du canon ». Cette économie parallèle a rendu le quartier célèbre dans le monde entier, au point que 
le 11 mai 2013 est inaugurée une plaque commémorative en l'honneur de « Miquette », une ancienne prostituée, et célébrée par un comité d'ancien marins. Ceux-ci se souviennent et expliqueront nostalgiquement en ces termes par la voix du président du comité : « Nous tenions à rendre hommage à la femme mais aussi à l'esprit de la Marine à cette époque là » et un autre de rajouter plus prosaïquement : « Miquette, c'était une légende, on la surnommait « la reine de la quéquette », elle avait toujours un mot gentil pour les marins de passage, même ceux qui ne s'arrêtaient pas pour bénéficier de ses services ».
Octave Mirbeau lui-même souligne  déjà en 1907, dans son ouvrage La 628-E8, la spécificité de l'activité principale de la ville pour les marins du monde entier : « J'ai vu des matelots de tout pays, bras noués, entre les murs des ruelles, braillant et courant, comme de grands enfants fous ... Je ne les ai pas vus qu'à Anvers, je les ai vus à Hambourg, au Havre, à Marseille, et, le samedi soir, je les ai vus surtout à Toulon. »
Tous les bars et autres maisons fermeront rapidement les uns après les autres dans les années 1980.